# NBA 2009/10
NBA 2009/10 was het 64e seizoen van de National Basketball Association in de Verenigde Staten. Het reguliere seizoen, dat bestaat uit 82 wedstrijden voor elk van de dertig ploegen, begon op 27 oktober 2009 en eindigde op 14 april 2010. Drie dagen later begonnen de beste acht van de Western Conference en de beste acht van de Eastern Conference met de playoffs, die uiteindelijk werden gewonnen door de Los Angeles Lakers.
De NBA Draft van 2009 werd gehouden op 25 juni en hier werd Blake Griffin als eerste gekozen door de Los Angeles Clippers. De All Star wedstrijd van dit jaar werd gespeeld in het stadion van de Dallas Mavericks op 14 februari 2010.

## Belangrijke gebeurtenissen
Juni
- Op 4 juni 2009 overleed oud NBA speler Randy Smith op 60-jarige leeftijd
- Op 25 juni werd de NBA Draft gehouden in de Madison Square Garden in New York. Blake Griffin werd als eerste gekozen.

Juli
- Op 7 juli werd bekendgemaakt dat het salarisplafond voor het nieuwe seizoen 57,7 miljoen euro zou gaan bedragen.

September
- Op 1 september liep het contract tussen de NBA en de scheidsrechters af. Een nieuw contract werd niet op tijd overeengekomen en daarom ging de National Basketball Referees Association in staking op 18 september.
- Op 5 september stopte driemalig kampioen van de NBA Bruce Bowen met het spelen van basketbal, na een loopbaan van twaalf jaar.
- Op 11 september overleed mede-eigenaar van de Charlotte Bobcats William Beck op 49-jarige leeftijd. Op dezelfde dag werden Michael Jordan, John Stockton, David Robinson en Jerry Sloan opgenomen in de NBA Hall Of Fame.
- Op 16 september overleed mede-eigenaar van de Indiana Pacers Melvin Simon op 82-jarige leeftijd
- Op 24 september bereikte Mikhail Prokhorov, de rijkste man van Rusland volgens Forbes, een overeenkomst waarmee hij eigenaar werd van de New Jersey Nets. Hij gaat ook bijna de helft van de kosten van het nieuwe stadion van de ploeg betalen.

Oktober
- Op 1 oktober werden de eerste wedstrijden van dit seizoen gespeeld, met scheidsrechters van de Women's National Basketball Association en de NBA D-League. Dit was vanwege de staking van de gebruikelijke scheidsrechters.
- Op 2 oktober werd besloten dat er vanaf dat moment meer met herhalingen gewerkt zou gaan worden tijdens wedstrijden
- Op 8 oktober werd voor het eerst in de geschiedenis van de NBA een wedstrijd in Taipei gespeeld (Indiana Pacers - Denver Nuggets).
- Op 9 oktober overleed Marvin Fishman, eigenaar van de Milwaukee Bucks, op 84-jarige leeftijd
- Op 23 oktober werd bekendgemaakt dat er een nieuw contract was getekend door de NBA en de scheidsrechters. Hiermee werd de staking beëindigd. Op dezelfde dag beëindigde Tyronn Lue zijn loopbaan na elf jaar.

November
- Op 10 november overleed oud coach Al Cervi op 92-jarige leeftijd
- Op 24 november overleed Abe Pollin, de eigenaar van de Washington Wizards
- Op 25 november kondigde Allen Iverson aan dat hij per direct zou stoppen met het spelen van basketbal in de NBA[1]

December
- Op 2 december keerde Iverson terug in de NBA, hij tekende voor de Philadelphia 76ers, de ploeg waarvoor hij dertien jaar eerder debuteerde[2]

## Stand

### Per divisie
| Atlantic Division  | W  | L  | P    | Div  |
| ------------------ | -- | -- | ---- | ---- |
| Boston Celtics     | 50 | 32 | 61,0 | 13-3 |
| Toronto Raptors    | 40 | 42 | 48,8 | 11-5 |
| New York Knicks    | 29 | 53 | 35,4 | 6-10 |
| Philadelphia 76ers | 27 | 55 | 32,9 | 7-9  |
| New Jersey Nets    | 12 | 70 | 14,6 | 3-13 |

| Central Division    | W  | L  | P    | Div  |
| ------------------- | -- | -- | ---- | ---- |
| Cleveland Cavaliers | 61 | 21 | 74,4 | 12-4 |
| Milwaukee Bucks     | 46 | 36 | 56,1 | 10-6 |
| Chicago Bulls       | 41 | 41 | 50,0 | 10-6 |
| Indiana Pacers      | 32 | 50 | 39,0 | 6-10 |
| Detroit Pistons     | 27 | 55 | 32,9 | 2-14 |

| Southeast division | W  | L  | P    | Div  |
| ------------------ | -- | -- | ---- | ---- |
| Orlando Magic      | 59 | 23 | 72,0 | 10-6 |
| Atlanta Hawks      | 53 | 29 | 64,6 | 8-8  |
| Miami Heat         | 47 | 35 | 57,3 | 9-7  |
| Charlotte Bobcats  | 44 | 38 | 53,7 | 10-6 |
| Washington Wizards | 26 | 56 | 31,7 | 3-13 |

| Northwest division     | W  | L  | P    | Div  |
| ---------------------- | -- | -- | ---- | ---- |
| Denver Nuggets         | 53 | 29 | 64,6 | 12-4 |
| Utah Jazz              | 53 | 29 | 64,6 | 8-8  |
| Portland Trail Blazers | 50 | 32 | 61,0 | 8-8  |
| Oklahoma City Thunder  | 50 | 32 | 61,0 | 9-7  |
| Minnesota Timberwolves | 15 | 67 | 18,3 | 3-13 |

| Pacific division      | W  | L  | P    | Div  |
| --------------------- | -- | -- | ---- | ---- |
| Los Angeles Lakers    | 57 | 25 | 69,5 | 13-3 |
| Phoenix Suns          | 54 | 28 | 65,9 | 12-4 |
| Los Angeles Clippers  | 29 | 53 | 35,4 | 5-11 |
| Golden State Warriors | 26 | 56 | 31,7 | 5-11 |
| Sacramento Kings      | 25 | 57 | 30,5 | 5-11 |

| Southwest division  | W  | L  | P    | Div  |
| ------------------- | -- | -- | ---- | ---- |
| Dallas Mavericks    | 55 | 27 | 67,1 | 10-6 |
| San Antonio Spurs   | 50 | 32 | 61,0 | 9-7  |
| Houston Rockets     | 42 | 40 | 51,2 | 9-7  |
| Memphis Grizzlies   | 40 | 42 | 48,8 | 5-11 |
| New Orleans Hornets | 37 | 45 | 45,1 | 7-9  |

- Verklaring afkortingen:
  - W = Wedstrijden gewonnen
  - L = Wedstrijden verloren
  - P = Winstpercentage
  - Div = Wedstrijden gewonnen / verloren in eigen divisie

### Per conference
| Eastern Conference  | W-L   |
| ------------------- | ----- |
| Cleveland Cavaliers | 61-21 |
| Orlando Magic       | 59-23 |
| Atlanta Hawks       | 53-29 |
| Boston Celtics      | 50-32 |
| Miami Heat          | 47-35 |
| Milwaukee Bucks     | 46-36 |
| Charlotte Bobcats   | 44-38 |
| Chicago Bulls       | 41-41 |
| Toronto Raptors     | 40-42 |
| Indiana Pacers      | 32-50 |
| New York Knicks     | 29-53 |
| Detroit Pistons     | 27-55 |
| Philadelphia 76ers  | 27-55 |
| Washington Wizards  | 26-56 |
| New Jersey Nets     | 12-70 |

| Western Conference     | W-L   |
| ---------------------- | ----- |
| Los Angeles Lakers     | 57-25 |
| Dallas Mavericks       | 55-27 |
| Phoenix Suns           | 54-28 |
| Denver Nuggets         | 53-29 |
| Utah Jazz              | 53-29 |
| Portland Trail Blazers | 50-32 |
| San Antonio Spurs      | 50-32 |
| Oklahoma City Thunder  | 50-32 |
| Houston Rockets        | 42-40 |
| Memphis Grizzlies      | 40-42 |
| New Orleans Hornets    | 37-45 |
| Los Angeles Clippers   | 29-53 |
| Golden State Warriors  | 26-56 |
| Sacramento Kings       | 25-57 |
| Minnesota Timberwolves | 15-67 |

## Playoffs
|  | 1/8e finale | 1/8e finale | 1/8e finale |   |             | kwartfinale | kwartfinale | kwartfinale |  |  | halve finale | halve finale | halve finale |   |  | finale | finale | finale |
|  |             |             |             |   |             |             |             |             |  |  |              |              |              |   |  |        |        |        |
|  |             | Cleveland   | 4           |   |             |             |             |             |  |  |              |              |              |   |  |        |        |        |
|  |             | Chicago     | 1           |   |             |             |             |             |  |  |              |              |              |   |  |        |        |        |
|  |             | Chicago     | 1           |   | Cleveland   | 2           |             |             |  |  |              |              |              |   |  |        |        |        |
|  |             |             |             |   | Cleveland   | 2           |             |             |  |  |              |              |              |   |  |        |        |        |
|  |             |             | Boston      | 4 |             |             |             |             |  |  |              |              |              |   |  |        |        |        |
|  |             | Boston      | Boston      | 4 | 4           |             |             |             |  |  |              |              |              |   |  |        |        |        |
|  |             |             |             |   | 4           |             |             |             |  |  |              |              |              |   |  |        |        |        |
|  |             | Miami       | 1           |   |             |             |             |             |  |  |              |              |              |   |  |        |        |        |
|  |             |             |             |   |             |             | Boston      | 4           |  |  |              |              |              |   |  |        |        |        |
|  |             |             |             |   |             |             |             |             |  |  |              |              |              |   |  |        |        |        |
|  |             |             | Orlando     | 2 |             |             |             |             |  |  |              |              |              |   |  |        |        |        |
|  |             | Atlanta     | Orlando     | 2 | 4           |             |             |             |  |  |              |              |              |   |  |        |        |        |
|  |             |             |             |   | 4           |             |             |             |  |  |              |              |              |   |  |        |        |        |
|  |             | Milwaukee   | 3           |   |             |             |             |             |  |  |              |              |              |   |  |        |        |        |
|  |             | Milwaukee   | 3           |   | Atlanta     | 0           |             |             |  |  |              |              |              |   |  |        |        |        |
|  |             |             |             |   | Atlanta     | 0           |             |             |  |  |              |              |              |   |  |        |        |        |
|  |             |             | Orlando     | 4 |             |             |             |             |  |  |              |              |              |   |  |        |        |        |
|  |             | Orlando     | Orlando     | 4 | 4           |             |             |             |  |  |              |              |              |   |  |        |        |        |
|  |             |             |             |   | 4           |             |             |             |  |  |              |              |              |   |  |        |        |        |
|  |             | Charlotte   | 0           |   |             |             |             |             |  |  |              |              |              |   |  |        |        |        |
|  |             |             |             |   |             |             |             |             |  |  |              |              | Boston       | 3 |  |        |        |        |
|  |             |             |             |   |             |             |             |             |  |  |              |              |              | 3 |  |        |        |        |
|  |             |             | L.A. Lakers | 4 |             |             |             |             |  |  |              |              |              |   |  |        |        |        |
|  |             | L.A. Lakers | L.A. Lakers | 4 | 4           |             |             |             |  |  |              |              |              |   |  |        |        |        |
|  |             | L.A. Lakers |             |   | 4           |             |             |             |  |  |              |              |              |   |  |        |        |        |
|  |             | Oklahoma    | 2           |   |             |             |             |             |  |  |              |              |              |   |  |        |        |        |
|  |             | Oklahoma    | 2           |   | L.A. Lakers | 4           |             |             |  |  |              |              |              |   |  |        |        |        |
|  |             |             |             |   | L.A. Lakers | 4           |             |             |  |  |              |              |              |   |  |        |        |        |
|  |             |             | Utah        | 0 |             |             |             |             |  |  |              |              |              |   |  |        |        |        |
|  |             | Denver      | Utah        | 0 | 2           |             |             |             |  |  |              |              |              |   |  |        |        |        |
|  |             |             |             |   | 2           |             |             |             |  |  |              |              |              |   |  |        |        |        |
|  |             | Utah        | 4           |   |             |             |             |             |  |  |              |              |              |   |  |        |        |        |
|  |             |             |             |   |             |             | L.A. Lakers | 4           |  |  |              |              |              |   |  |        |        |        |
|  |             |             |             |   |             |             |             |             |  |  |              |              |              |   |  |        |        |        |
|  |             |             | Phoenix     | 2 |             |             |             |             |  |  |              |              |              |   |  |        |        |        |
|  |             | Phoenix     | Phoenix     | 2 | 4           |             |             |             |  |  |              |              |              |   |  |        |        |        |
|  |             | Phoenix     |             |   | 4           |             |             |             |  |  |              |              |              |   |  |        |        |        |
|  |             | Portland    | 2           |   |             |             |             |             |  |  |              |              |              |   |  |        |        |        |
|  |             | Portland    | 2           |   | Phoenix     | 4           |             |             |  |  |              |              |              |   |  |        |        |        |
|  |             |             |             |   | Phoenix     | 4           |             |             |  |  |              |              |              |   |  |        |        |        |
|  |             |             | San Antonio | 0 |             |             |             |             |  |  |              |              |              |   |  |        |        |        |
|  |             | Dallas      | San Antonio | 0 | 2           |             |             |             |  |  |              |              |              |   |  |        |        |        |
|  |             | Dallas      |             |   | 2           |             |             |             |  |  |              |              |              |   |  |        |        |        |
|  |             | San Antonio | 4           |   |             |             |             |             |  |  |              |              |              |   |  |        |        |        |

## Televisie uitzendingen
Het NBA seizoen 2009/10 zal in de Verenigde Staten worden uitgezonden door vier televisiezenders: ABC, ESPN, TNT en NBA TV. De wedstrijden van de Houston Rockets, New Jersey Nets, Sacramento Kings, Milwaukee Bucks en Charlotte Bobcats zullen niet door de drie landelijke tv zenders worden uitgezonden, maar alleen via NBA TV.
ABC zendt de wedstrijden op zondag en de wedstrijden met kerstmis uit. ESPN heeft de wedstrijden van woensdag en vrijdag, terwijl TNT de wedstrijden op donderdag en de All Star wedstrijd uitzendt.

## Statistieken
| Categorie                               | Speler        | Team                  | Aantal |
| --------------------------------------- | ------------- | --------------------- | ------ |
| Gemiddeld aantal punten per wedstrijd   | Kevin Durant  | Oklahoma City Thunder | 30,1   |
| Gemiddeld aantal rebounds per wedstrijd | Dwight Howard | Orlando Magic         | 13,2   |
| Gemiddeld aantal assists per wedstrijd  | Steve Nash    | Phoenix Suns          | 11,0   |
| Gemiddeld aantal steals per wedstrijd   | Rajon Rondo   | Boston Celtics        | 2,3    |
| Gem. aantal blocks per wedstrijd        | Dwight Howard | Orlando Magic         | 2,8    |
| Field goal percentage                   | Dwight Howard | Orlando Magic         | 61,2%  |
| Vrije worpen percentage                 | Steve Nash    | Phoenix Suns          | 93,8%  |
| Driepunter percentage                   | Kyle Korver   | Utah Jazz             | 53,6%  |

## Prijzen
- Most Valuable Player: LeBron James
- Rookie of the Year: Tyreke Evans
- Defensive Player of the Year: Dwight Howard
- Sixth Man of the Year: Jamal Crawford
- Most Improved Player: Aaron Brooks
- Coach of the Year: Scott Brooks
- Executive of the Year: John Hammond
- Sportsmanship Award: Grant Hill
- J. Walter Kennedy Citizenship Award: Samuel Dalembert
- All-NBA First Team: Kevin Durant, LeBron James, Dwight Howard, Kobe Bryant, Dwyane Wade
- All-NBA Second Team: Carmelo Anthony, Dirk Nowitzki, Amar'e Stoudemire, Deron Williams, Steve Nash
- All-NBA Third Team: Pau Gasol, Tim Duncan, Andrew Bogut, Joe Johnson, Brandon Roy

NBA All-Defensive First Team: Dwight Howard, Rajon Rondo, LeBron James, Kobe Bryant, Gerald Wallace
- NBA All-Defensive Second Team: Tim Duncan, Dwyane Wade, Josh Smith, Anderson Varejão, Thabo Sefolosha
- NBA All-Rookie First Team: Tyreke Evans, Brandon Jennings, Stephen Curry, Darren Collisson, Taj Gibson
- NBA All-Rookie Second Team: Marcus Thornton, Dejuan Blair, James Harden, Jonny Flynn, Jonas Jerebko

1950 · 1951 · 1952 · 1953 · 1954 · 1955 · 1956 · 1957 · 1958 · 1959 · 
1960 · 1961 · 1962 · 1963 · 1964 · 1965 · 1966 · 1967 · 1968 · 1969 · 
1970 · 1971 · 1972 · 1973 · 1974 · 1975 · 1976 · 1977 · 1978 · 1979 · 
1980 · 1981 · 1982 · 1983 · 1984 · 1985 · 1986 · 1987 · 1988 · 1989 · 
1990 · 1991 · 1992 · 1993 · 1994 · 1995 · 1996 · 1997 · 1998 · 1999 · 
2000 · 2001 · 2002 · 2003 · 2004 · 2005 · 2006 · 2007 · 2008 · 2009 · 
2010 · 2011 · 2012 · 2013 · 2014 · 2015 · 2016 · 2017 · 2018 · 2019 · 
2020 · 2021 · 2022 · 2023 · 2024